# Economia cognitiva
L'economia cognitiva è una nuova branca dell'economia, che si è sviluppata in ambito accademico dopo l'attribuzione del premio Nobel per l'economia a Vernon Smith e a Kahneman nel 2002.
Alla base dell'economia cognitiva è il superamento del principio cardine dell'economia neoclassica, la razionalità degli agenti economici, nonché una critica della lontananza tra il mondo empirico e i modelli teorici proposti dall'economia neoclassica.
Alla luce di diversi risultati ottenuti nell'ambito della psicologia cognitiva infatti, l'approccio classico della teoria dell'utilità attesa à la Von Neumann-Morgenstern non descriverebbe accuratamente il comportamento degli operatori economici (intendendo il termine nella sua accezione più ampia: consumatori, risparmiatori, lavoratori, ricercatori, professionisti, imprenditori). Ad esempio, la teoria classica dell'utilità attesa di norma ipotizza che, se si possiede una maggiore quantità di un bene si provi una maggiore soddisfazione (appunto, utilità; tale ipotesi di regolarità va sotto il nome di ipotesi di monotonicità).
Kahneman osserva invece che il livello di soddisfazione o insoddisfazione raggiunto dall'operatore economico non dipende dalla quantità assoluta del bene posseduto, ma spesso piuttosto dalla differenza tra una condizione iniziale e una finale. Le violazioni delle ipotesi di razionalità osservate da Kahneman non sono episodiche, ma sistematiche. Questo incide in maniera rilevante sulla definizione del problema del comportamento economico e, di conseguenza, impone innovazioni teoriche profonde alla posizione tradizionale della teoria.
Ciò non significa necessariamente che le persone agiscano in maniera irrazionale; due importanti qualificazioni sono necessarie al riguardo. In primo luogo, il concetto di razionalità nella teoria economica non è immediatamente riconducibile all'accezione comune del termine, ma consiste in una serie di ipotesi di regolarità delle preferenze degli agenti economici, finalizzate a consentirne la rappresentazione tramite funzioni matematiche dette funzioni di utilità. In secondo luogo, l'alternativa al concetto di razionalità dell'economia neoclassica non è unica: se il lavoro di economisti quali Vernon Smith e Daniel Kahneman ha attirato l'attenzione degli economisti verso i risultati della psicologia cognitiva, esistono approcci differenti, ad esempio quello della razionalità limitata ipotizzata da Herbert Simon.

### Manualistica sulla teoria classica dell'utilità
- (EN) Kreps, David, 1990, A Course in Microeconomic Theory, New Jersey: Princeton University Press ISBN 0-691-04264-0, un testo di carattere introduttivo.
- Kreps, David, 1993, Corso di microeconomia, Bologna: Il Mulino, ISBN 978-88-15-03876-0, traduzione italiana del testo di Kreps.
- (EN) Mas-Colell, Andreu, Michael Whinston, e Jerry Green,  1995, Microeconomic Theory, Oxford: Oxford University Press ISBN 0-19-507340-1, il testo di riferimento per un corso di dottorato, più impegnativo di quello di Kreps, in inglese.

### Articoli scientifici
- Kahneman, Daniel, e Amos Tversky, 1979, "Prospect Theory: An Analysis of Decision Under Risk," Econometrica 47(2), 263-292, lo storico contributo di Kahneman e Tversky che ha introdotto la teoria dei prospetti nell'ambito della teoria economica.
- Smith, Vernon L., 1987, "Experimental Methods in Economics," The New Palgrave: A Dictionary of Economics, V.2, 241-249.